# Gare d'Épannes
La gare d'Épannes est une gare ferroviaire française fermée de la ligne de Saint-Benoît à La Rochelle-Ville. Elle est située au Pont d'Épannes sur le territoire des communes de Frontenay-Rohan-Rohan et d'Amuré dans le département des Deux-Sèvres, en région Nouvelle-Aquitaine.
Elle est mise en service en 1857, par la Compagnie du chemin de fer de Paris à Orléans (PO). C'était une halte voyageurs de la Société nationale des chemins de fer français (SNCF) avant d'être fermée en 2011.

## Situation ferroviaire
Établie à 23 mètres d'altitude, la gare d’Épannes est située au point kilométrique (PK) 86,702 de la ligne de Saint-Benoît à La Rochelle-Ville, entre les gares ouvertes de Prin-Deyrançon et Niort dont elle est séparée par les gares fermées de Frontenay-Rohan-Rohan et Saint-Symphorien.

## Histoire
La station d'Épannes est mise en service la 7 septembre 1857, par la Compagnie du chemin de fer de Paris à Orléans (PO) lorsqu'elle ouvre à l'exploitation le deuxième tronçon, de Niort à La Rochelle de sa ligne de Poitiers à La Rochelle et Rochefort.
La gare d’Épannes était desservie jusqu’au 1er juillet 2011 par des trains TER Poitou-Charentes, à raison d’un aller-retour par jour du lundi au vendredi uniquement. Cela permettait de passer la journée à Niort ou Poitiers. Dans la perspective du cadencement en décembre 2011, la suppression de cet arrêt a été décidée par anticipation (les documents officiels internes et commerciaux ne prévoyaient pas cette fermeture dès juillet 2011).